# 坊津
31°16′02″N 130°13′37″E / 31.26722°N 130.22694°E

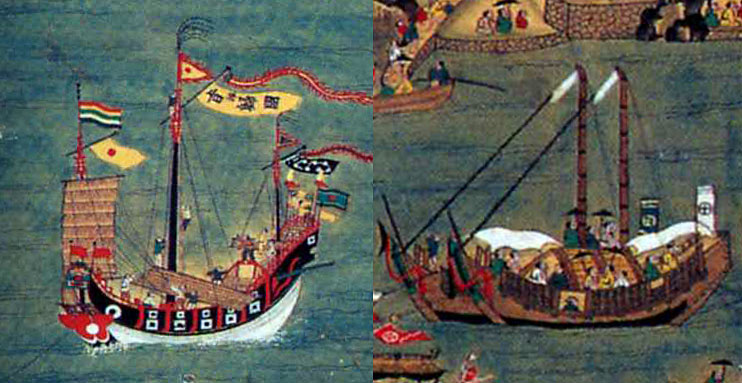
19世紀初的琉球貿易

坊津是古代日本九州島的一個繁華的港口名字。位於薩摩國川邊郡坊津（今鹿兒島縣南薩摩市坊津町坊）。
坊津是古代日本的海上交通要道。538年出仕於百濟的日本僧人日羅在該地區建立龍巖寺（後來的一乘院）。此後該地區成為坊舍、坊主等佛教場所密集之地，因此被稱為坊津。
到了飛鳥時代，成為遣唐使船隻出海的港口，被稱為唐之港、入唐道。
奈良時代，天平勝寶5年（753年）12月20日，中國唐朝僧人鑒真順利在坊津港附近的秋妻屋浦（今秋目地區）登陸。
平安時代末期成為公卿近衛家的莊園。
室町時代成為倭寇和遣明船的港口，此時日本對中國大陸、琉球以及南洋的貿易開始頻繁。此時期原先的一乘院大大地繁榮，並成為島津氏對中國和琉球貿易的根據地。中國明代的《武備志》中，把坊津、安濃津和博多津並稱為「日本三津」。文祿3年（1594年），觸怒後陽成天皇的公卿近衛信輔被流放此地並度過了三年時間。
江戶時代以後主要貿易港口移到了長崎，坊津港的地位衰退。薩摩藩歷代藩主和家老調所廣鄉等人重視走私貿易，將坊津港劃為鹿兒島城下的直轄地，因此保持了對外貿易的地位。但享保年間突如其來徹底地走私貿易取締將其貿易港口的機能打上了句號（享保唐物崩）。此後以捕鰹和製造柴魚片的基地而繁榮。
明治初年日本政府實施廢佛毀釋政策導致一乘院的廢寺，同時由於昭和年間附近的枕崎市完成了近代港口的建造，坊津港再度衰退。